# خانه امین‌زاده
منزل امین زاده مربوط به دوره قاجار است و در شوشتر، محله گندال، کوچه امین زاده واقع شده و این اثر در تاریخ ۱۸ آبان ۱۳۷۸ با شمارهٔ ثبت ۲۴۴۶ به‌عنوان یکی از آثار ملی ایران به ثبت رسیده‌است.
این بنا در محله کندال در شهرستان شوشتر واقع شده‌است. خانه امین زاده از بناهای شاخص در معماری شوشتر است. این خانه در دوران قاجار توسط شخصی به نام امین زاده ساخته شده‌است.

## معرفی موقعیت مکانی بنا
منزل امین زاده در شمال شهرستان شوشتر در محله کوره واقع شده‌است. این منزل دارای پلانی مستطیل شکل می‌باشد که ازسه طرف آن فضای مسکونی قرار دارد. تاریخچه ساخت این بنا به دوران قاجاریه برمیگردد.
این منزل متعلق به شخصی به نام امین زاده معروف به امین التجار بوده که شخصی معمم بوده‌است و به کار تجارت اشتغال داشته‌است. سپس در دورهای بعدی این منزل توسط شخصی به نام آقای رضا مالکی خریداری گردیده به همین دلیل به منزل مالکی معروف گردیده است.

## معرفی بنا
نمای بیرونی منزل دارای دیوارهایی ساده از اجر وسنگ می‌باشد و بجز روزن‌های واقع در جبهه شرقی بنا که درطبقه دوم و برای تهویه راهروی واقع در این طبقه قرارگرفته اندوتز ئینات خون چینی سر در ورودی بنا تز ئینات دیگری در دیواره خارجی بنا دیده نمی‌شود

## سردر ورودی
ورودی منزل از بر شمال شرقی ان می‌باشد که سردر ورودی بنا با اجر کاری‌های زیبا به عنوان نمادی از موقعیت اجتماعی صاحبخانه ونشانگر ذوق وسلیقه در کاربرد فنون معماری می‌باشد، دردو طرف ورودی دو سکو قرار گرفته که به آن‌ها خواجه‌نشین گویند. و به عنوان نشیمن گاهی برای کسانی بوده که با صاحبخانه کار داشته ولی لازم نبوده وارد منزل شوند و همچنین به عنوان پاتوقی برای صاحبخانه ویا پسر خانواده بوده‌است.
همان‌طور که گفتیم سر در ورودی منزل دارای مقداری فرو رفتگی و همچنین تز ئینات اجر کاری می‌باشد در نتیجه ورودی منزل دارای فضایی خنک وسایه دار می‌باشد که در مواقع گرما پناه مناسبی برای فرار از گرما و تابش آفتاب می‌باشد و از طرفی نما با سطوح عقب نشسته واجر کاری‌های برجستهان نقش بسزایی در تلطیف هوا دارد
همچنین سر در سایه دار منزل نقشی واسطه‌ای در نورگیری بنا دارد تا در خروج از فضای تاریک داخل به فضای پر نور بیرون چشم بتواند تطابق لازم را بدست بیاورد و همچنین در مواقع بارندگی افراد را از گزند باران مصون نگه می‌دارد

## هشتی ودالان
بعد از ورودی منزل به هشتی آن می‌رسیم که دارای پلانی مربع شکل می‌باشد و سقف ان توسط کاربندی زیبایی پوشیده شده که هم جنبه تزئینی داشته وهم عایق صوتی و هرارتی مناسبی می‌باشد همچنین هشتی از نظر فضایی باعث ایجاد مکث در فضای ورودی وتقسیم فضایی شدهوهمچنین فضایی جهت انتظار نیز می‌باشدفرم هشتی ودالان کوتاه پس از ان به صورتی می‌باشد که مانع دید افراد غریبه به داخل حریم مقدس خانواده می‌باشد.
در داخل هشتی دری قرار دارد که به فضایی با سقفی هدود یک مترونیم که ظاهراً بیشتر جنبهانبه انباری داشته و همچنین جهت نگهداری مواد غذایی نیز استفاده می‌شده این اتاق‌ها در جبهه شرقی بنا قرار گرفته‌اند

## حیاط
بعد از دالان به عنصرمهم حیاط می‌رسیم این خانه دارای حیاط مرکزی می‌باشد که فضاهای مسکونی در سه طرف ان قرار گرفته‌اند حیاط منزل دارای باغچ‌های کوچک می‌باشد که با دارا بودن درختانی همچون کنار و نخل می‌باشد که در تمام فصول سال محیط بهداشتی مطبوعی را فراهم و از گردش آفتاب و نور خورشیدبهترین استفاده را برای محیط و مکان‌های گرداگرد خود کسب و تأمین می‌کند همچنین درختان نخل و بخصوص کناردر ایجادسایه وایجاد وایجادمحیطی مطبوع به وسیلهٔ نگهداری هوای خنک در بین انبوه شاخ وبرگ خود نقش بسزایی دارند حیاط این منزل دارای ابعادی متوسط می‌باشد به‌طوری‌که فضای حیاط در تابستان به وسیله ایجاد سایه و برخورداری از آفتاب مناسب قابل استفاده می‌باشد.
قدیمی بیشتر به فکر تمهیداتی برای مقابله با هوای گرم این اقلیم بوده، در جبهه جنوبی این بنا تابستان‌نشین بنا قرار دارد.
نمای دیوارهای رو به حیاط دارای یک سری جرزها وستون‌های پیش آمده که این جرزها وستون‌ها در بالا توسط یک نوار اجری افقی به هم متصل می‌شوند وبدین وسیله قابهایی به
شکل مربع مستطیل ایجاد می‌کنند که دوربازشوها، منافذ، روزنهاوطاقنماها قرار می‌گیرند.
ودر قسمت‌های بالاترداخل قاب سطوح تزئین شده اجری تزئین شده آجری به نام فرسک قرار گرفته که این اجر کاری‌ها برجسته سایه‌های ریزی ایجاد می‌کنند که در مجموع سطح سایه دار وخنکی را ایجاد کرده و به تلطیف هوا کمک می‌کنند.
از طرفی در دو جبهه شرقی و غربی بنا دست اندازهای بام قرار دارند که با هدف ایجاد یک حریم خصوصی برای خانواده وایجاد شرایط مناسب اقلیمی به کار رفته‌اند چون از پشت بام در فصول گرم سال برای استراحت و خوابیدن استفاده می‌کرده‌اند از طرفی روزن‌های موجود در این دست اندازها امکان عبور و مرور باد و هوای خنک را در سطح پشت بام ایجاد می‌کند تا فضایی مطبوع وخنک ایجاد شود. همچنین این فضاهای مشبک، فضای مکعب مستطیل پایین را نرم کرده و از فشردگی فضاها می‌کاهند.